# Halinema varicans
Halinema varicans is een rondwormensoort uit de familie van de Linhomoeidae.